# Scène Warez
 (mai 2024).
La mise en forme du texte ne suit pas les recommandations de Wikipédia : il faut le « wikifier ».
Les points d'amélioration suivants sont les cas les plus fréquents. Le détail des points à revoir est peut-être précisé sur la page de discussion.
- Les titres sont pré-formatés par le logiciel. Ils ne sont ni en capitales, ni en gras.
- Le texte ne doit pas être écrit en capitales (les noms de famille non plus), ni en gras, ni en italique, ni en « petit »…
- Le gras n'est utilisé que pour surligner le titre de l'article dans l'introduction, une seule fois.
- L'italique est rarement utilisé : mots en langue étrangère, titres d'œuvres, noms de bateaux, etc.
- Les citations ne sont pas en italique mais en corps de texte normal. Elles sont entourées par des guillemets français : « et ».
- Les listes à puces sont à éviter, des paragraphes rédigés étant largement préférés. Les tableaux sont à réserver à la présentation de données structurées (résultats, etc.).
- Les appels de note de bas de page (petits chiffres en exposant, introduits par l'outil «  Source ») sont à placer entre la fin de phrase et le point final[comme ça].
- Les liens internes (vers d'autres articles de Wikipédia) sont à choisir avec parcimonie. Créez des liens vers des articles approfondissant le sujet. Les termes génériques sans rapport avec le sujet sont à éviter, ainsi que les répétitions de liens vers un même terme.
- Les liens externes sont à placer uniquement dans une section « Liens externes », à la fin de l'article. Ces liens sont à choisir avec parcimonie suivant les règles définies. Si un lien sert de source à l'article, son insertion dans le texte est à faire par les notes de bas de page.
- La présentation des références doit suivre les conventions bibliographiques. Il est recommandé d'utiliser les modèles {{Ouvrage}}, {{Chapitre}}, {{Article}}, {{Lien web}} et/ou {{Bibliographie}}. Le mode d'édition visuel peut mettre en forme automatiquement les références.
- Insérer une infobox (cadre d'informations à droite) n'est pas obligatoire pour parachever la mise en page.

Pour une aide détaillée, merci de consulter Aide:Wikification.
Si vous pensez que ces points ont été résolus, vous pouvez retirer ce bandeau et améliorer la mise en forme d'un autre article.

Hiérarchie Warez

La scène Warez, souvent appelée The Scene (« La Scène » en francais), est un réseau mondial, clandestin et organisé de groupes de pirates spécialisés dans l'obtention et la diffusion illégale de médias numériques gratuitement avant leur date de vente officielle. La Scène distribue toutes les formes de médias numériques, notamment des jeux informatiques, des films, des émissions de télévision, de la musique et de la pornographie. La scène est censée être cachée au public et partagée uniquement avec les membres de la communauté. Cependant, comme les fichiers étaient fréquemment divulgués en dehors de la communauté et que leur popularité augmentait, certaines personnes de La Scène ont commencé à divulguer des fichiers et à les télécharger sur filehosts, torrents et ed2k.
La Scène n'a pas de direction centrale, d'emplacement ou d'autres conventions organisationnelles. Les groupes eux-mêmes créent un ensemble de règles pour chaque catégorie de la scène (par exemple, MP3 ou TV) qui devient ensuite les règles actives pour l'encodage du matériel. Ces ensembles de règles incluent un ensemble rigide d'exigences que les groupes warez (abrégés en « grps ») doivent suivre lors de la publication et de la gestion du contenu. Les groupes doivent suivre ces règles lors du téléchargement de contenu et, si la version comporte une erreur technique ou enfreint une règle, d'autres groupes peuvent « neutraliser » (ou "nuke" en anglais), c'est-à-dire, signaler comme mauvais contenu, la version. Les groupes sont en compétition constante pour sortir les versions le plus rapidement possible. Apparu pour la première fois à l'époque des BBS, La Scène est principalement composé de personnes traitant et distribuant du contenu multimédia, pour lequel des compétences particulières et des logiciels avancés sont requis.

## Histoire
La scène warez a commencé à émerger dans les années 1970, utilisée par les prédécesseurs des groupes de cracking logiciel et de rétro-ingénierie. Leur travail a été mis à disposition sur des systèmes  "bulletin board" (BBS). Les premiers BBS étaient situés aux États-Unis, mais des forums similaires ont commencé à apparaître au Canada, au Royaume-Uni, en Australie et en Europe continentale. A l’époque, mettre en place une machine capable de diffuser des données n’était pas anodin et nécessitait une certaine technicité ; cela était généralement considéré comme un défi technique. Les BBS hébergeaient généralement plusieurs mégaoctets de contenus, les meilleures serveurs ayant plusieurs lignes téléphoniques et jusqu'à cent mégaoctets d'espace de stockage, une dépense considérable à l'époque. Les sorties étaient principalement des jeux et des logiciels ultérieurs.
À mesure que le monde du développement logiciel évoluait pour contrer la distribution de matériel et que les logiciels et le matériel nécessaires à la distribution devenaient facilement accessibles à tous, La Scène s'adaptait aux changements et passait d'une simple distribution à une véritable suppression des restrictions de copie et des licences non commerciales rétro-analysés. Au fur et à mesure que de nombreux groupes de personnes souhaitant faire cela ont émergé, le besoin de promotion de groupes individuels est devenu évident, ce qui a provoqué l'évolution de la scène artistique, spécialisée dans la création d'art graphique associé à des groupes individuels. Les groupes valoriseraient leurs capacités avec des logiciels, des arts graphiques et plus tard aussi de la musique ( demoscene ) toujours plus sophistiqués et avancés.
Les sous-communautés (artscène, démoscène, etc.), qui ne faisaient rien d'illégal, finirent par se diviser. Les programmes contenant le matériel promotionnel du groupe (codage/présentations graphiques/musicales) ont évolué pour devenir des programmes distincts distribués via La Scène, et ont été surnommés Intros et plus tard Cracktros.
La démoscène s'est particulièrement développée en Scandinavie, où des rassemblements annuels ont lieu.

## Procédure de production
Lors de la publication de contenu, les groupes doivent d’abord encoder correctement les fichiers afin de ne pas être considérés comme mauvais, ce qui constitue un signal d’avertissement pour les utilisateurs potentiels. Après l'encodage, ils téléchargent les fichiers sur un serveur FTP avec une grande quantité de bande passante d'où proviennent tous les fichiers. Une fois le téléchargement terminé, ils exécutent une commande qui provoque l'annonce du nom et de la catégorie de la version sur le canal IRC du serveur à l'aide d'un bot IRC hébergeant un script IRC qui assure le suivi de l'activité. Ce serveur FTP et IRC sont cachés et fermés au public. Les nouvelles versions sont également annoncées 0 seconde (c'est-à-dire quelques secondes à quelques minutes après la pré-scène officielle) sur divers sites Web publics. C'est ce qu'on appelle une "pré" version. Une fois que cela est fait, toutes les autres versions pour le même matériel sont supprimées en tant que doublons (« dupes »). Cependant, s'il y a une erreur technique ou si le fichier enfreint les règles de la catégorie, la version "pré" originale sera détruite. D'autres groupes encodent ensuite le même matériel et le publient avec une balise « PROPER » dans le nom de fichier. Le même groupe peut ré-encoder le fichier, avec la nouvelle version marquée comme « REPACK ». Si le problème concernait autre chose que le contenu principal, le même groupe peut publier un « correctif », intitulé « DIRFIX », « NFOFIX », etc., selon le cas. Les groupes warez sont exemptés des ratios de partage FTP dans la plupart des cas, tandis que les "racers" ( ou « coureurs » en francais) des canaux IRC Topsite se verront attribuer un ratio. Les racers utilisent le logiciel FXP et un logiciel de trading automatique personnalisé pour transférer les versions d'un FTP vers d'autres FTP et FTP Site-Rings (groupe de serveurs dédiés reliés entre eux) à travers le monde. Les canaux du site IRC utiliseront des modes tels que +s (secret) +p (privé) et +i (sur invitation uniquement) pour éviter la détection.
Chaque publication dans la scène consiste en un dossier qui contient le contenu principal (parfois séparés en fichiers RAR) plus un fichier NFO et un fichier SFV. Le fichier NFO est un fichier texte qui contient des informations essentielles sur le fichier encodé, incluant les raisons de la publication de cette nouvelle version si c'est une version PROPER ou REPACK. Un fichier NFO sérieux peut aussi contenir une déclaration des objectifs du groupe. des annonces de recrutement, des remerciements, des informations de contacts; beaucoup de groupes ont un dessin en ASCII dans leur fichier. Le  fichier SFV utilise checksums pour être sûr que le fichier fonctionne correctement et n'a pas été endommagé ou falsifié. C'est souvent fait avec l'aide d'un logiciel externe comme QuickSFV ou SFV Checker. L'échec d'inclure un fichier NFO ou un fichier SFV dans la "release" aura souvent pour résultat d'être "nuke" car  ils sont une partie essentielle des standarts warez auxquels La Scène adhère.